# Gustav Lustig
Gustav Lustig (* 5. Juli 1849 in Kardašova Řečice; † 9. April 1913 in Portorož) war ein österreichischer Chemiker.

## Leben
Gustav Lustig studierte am Polytechnikum in Prag und war ab 1869 als Chemiker und Direktor in den Zuckerfabriken der Firma Schoeller tätig.
Gustav Lustig entwickelte diverse Verbesserungen auf dem Gebiet der Zuckerfabrikation und erwarb sich besondere Verdienste um die Ausbildung des Diffusionsverfahrens. Daneben zählte er auch zu den ersten Förderern der Luftschifffahrt in Österreich.

## Werke
- Die Union der Techniker, 1908;

- Zahlreiche Abhandlungen in Fachzeitschriften;